# Flagge Georgiens
Die Flagge von Georgien (georgisch საქართველოს დროშა), in Georgien auch bekannt als Fünfkreuzflagge (georgisch ხუთჯვრიანი დროშა) wurde mit dem Parlamentsbeschluss am 26. Januar 2004 gültig.

## Aussehen und Bedeutung
Die Flagge zeigt im Zentrum ein allein stehendes rechtwinkliges Kreuz auf einem silbernen (weißen) Hintergrund sowie vier kleinere Kreuze in den Ecken. Es handelt sich um ein Jerusalemkreuz, dessen Kreuze die fünf Wunden Christi symbolisieren.
Der silberne (weiße) Hintergrund steht für Unschuld, Keuschheit, Reinheit und Weisheit. Das Rot der Kreuze symbolisiert Mut, Tapferkeit, Gerechtigkeit und Liebe.

## Geschichte

### Ursprünge der heutigen Nationalflagge

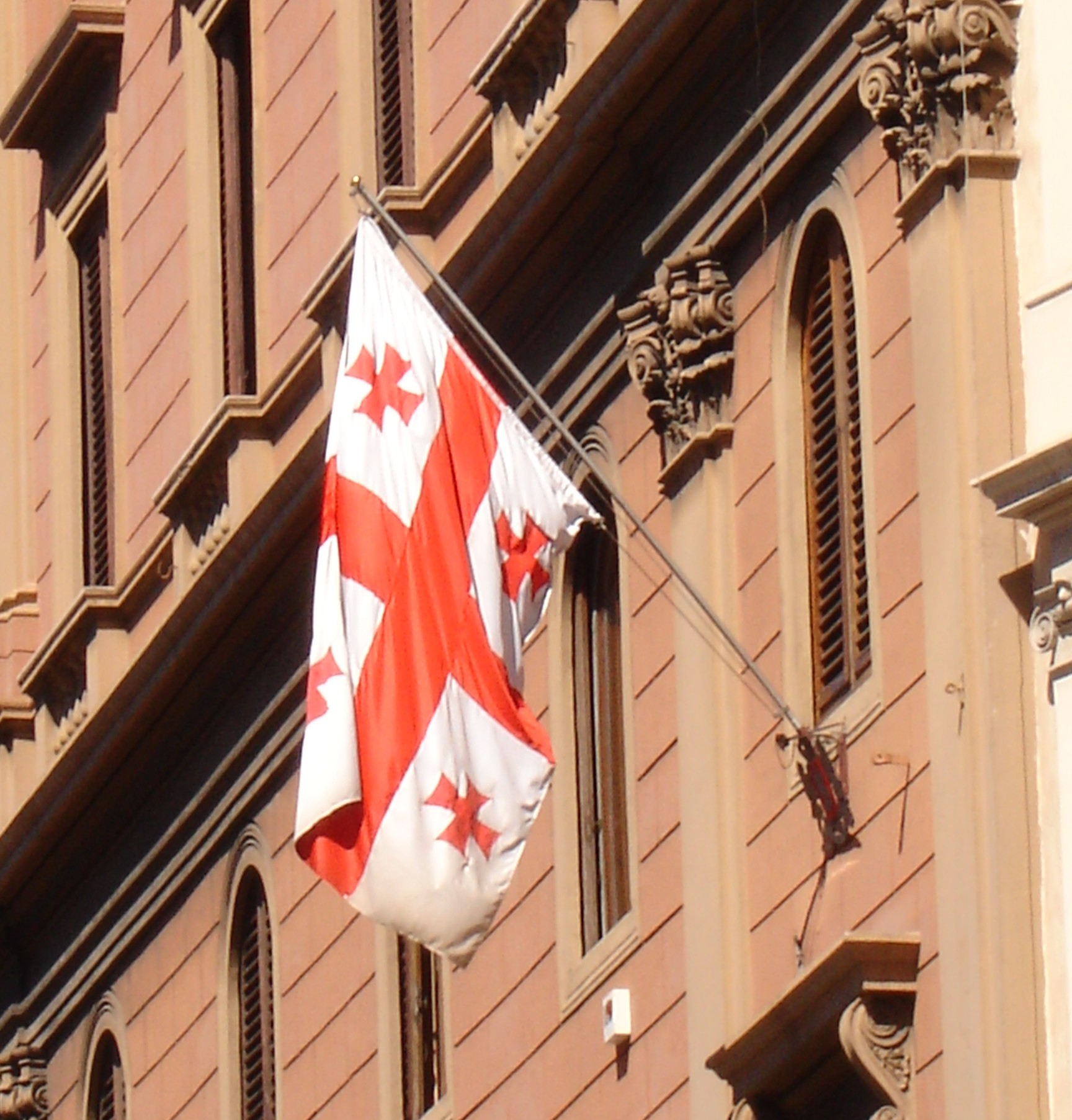
Flagge Georgiens an seiner Botschaft in Rom

Das zentrale Element der Flagge ist das rote St.-Georgs-Kreuz auf weißem Grund, wie es heute zum Beispiel in der Flagge von England verwendet wird. Es bestehen zudem Parallelen zur Standarte des oströmischen Kaisers in der Spätzeit des Byzantinischen Reiches unter der Dynastie Palaiologos. Nach Auffassung des georgischen Gelehrten Giorgi Gabeskiria wurden die zusätzlichen vier Kreuze unter der Herrschaft des georgischen Königs Giorgi V. des Strahlenden im 14. Jahrhundert der Flagge hinzugefügt.
Die fünf Kreuze wurden so zu einer Variante des Jerusalemkreuzes, das der Kreuzritter Gottfried von Bouillon 1099 als Wappen des Königreichs Jerusalem einführte. Das Königreich Jerusalem verwendete es bis 1291. Im Unterschied zu Georgien wurden die Kreuze dort jedoch in goldener Farbe ausgeführt. Weil sich Bouillon als Regent Jerusalems Beschützer des Heiligen Grabes nannte, werden die fünf Kreuze auch mit dem Grab Christi in Verbindung gebracht. 
Die Fünf-Kreuze-Flagge soll in Georgien bis zum 15. Jahrhundert verwendet worden sein. Seekarten von Angelino Dulcert (1339), Francesco und Domenico Pizigano (1367) sowie Sider (1565) zeigen sie auf georgischem Territorium.

### Weitere frühe Flaggen Georgiens

Flagge aus Samegrelo, 13. bis 14. Jahrhundert

### Historische Flaggen im 20. Jahrhundert
Von April bis Mai 1918 war Georgien Teil der Transkaukasischen Föderation, die eine gelb-schwarz-rote horizontale Trikolore führte. Am 26. Mai 1918 wurde die Demokratische Republik Georgien ausgerufen. Sie verwendete eine dunkelrote Flagge mit schwarz-weißem Feld im Kanton. Der Entwurf stammte von dem georgischen Bildhauer Iakob Nikoladse.
Das Flaggentuch war in granatrot gehalten, was als Nationalflagge Georgiens betrachtet wurde. Der schwarze Streifen im Obereck stand für die dunkle Zeit unter russischer Herrschaft, während der weiße Streifen für die Hoffnung auf eine friedliche Entwicklung und erfolgreiche Zukunft stand.
Am 18. März 1921 wurde die Republik von der Sowjetunion erobert. Als Teil der Sowjetunion führte die Georgische SSR zunächst eine rote mit den kyrillischen Buchstaben SSRG. Zwischen 1922 und 1936 wurde Georgien Teil der Transkaukasischen SFSR und benutzte ihre Flagge. Danach wurde Georgien wieder eine eigene SSR und führte ab 1937 eine rote Flagge mit der Bezeichnung Sakartvelos SSR in Georgischer Schrift. In den 1940ern folgte eine Flagge mit der Abkürzung SSSR. Am 11. April 1951 wurde eine neue Flagge eingeführt, die sich etwas von den Flaggen der anderen SSRs unterschied. Ein roter Hammer und Sichel mit rotem Stern in einer blauen Sonne und ein blauer Streifen im oberen Teil der Flagge. Eine Besonderheit hatten alle Flaggen während der Zeit der Sowjetunion: Auf der Rückseite fehlten die Beschriftungen und Hammer, Sichel und Stern.
Mit Erlangung der Unabhängigkeit 1991 wurde wieder die Flagge der georgischen Republik von 1918 eingeführt; allerdings mit anderen Proportionen. Ende der 1990er Jahre drängte die Georgische Orthodoxe Apostelkirche auf eine Wiederbelebung der Fünf-Kreuze-Flagge als Nationalflagge Georgiens. Ein entsprechender Parlamentsbeschluss wurde 1999 gefasst, aber von Präsident Eduard Schewardnadse nicht umgesetzt. Von 2003 bis 2004 war die Fünf-Kreuze-Flagge Parteifahne der georgischen Oppositionspartei Nationale Bewegung – Demokraten unter Vorsitz des späteren Präsidenten Micheil Saakaschwili. 2004 wurde sie schließlich zur Nationalflagge Georgiens.

1:2  Transkaukasische Föderation, April bis Mai 1918
1:2  Georgien, 1918 bis 1921
1:2   Georgische SSR, 1922
1:2   Transkaukasische SFSR, 1922 bis 1936

1:2   Georgische SSR, 1951 bis 1990
1:2   Georgische SSR, Rückseite
5:8   Flagge Georgiens, 1990 bis 2004
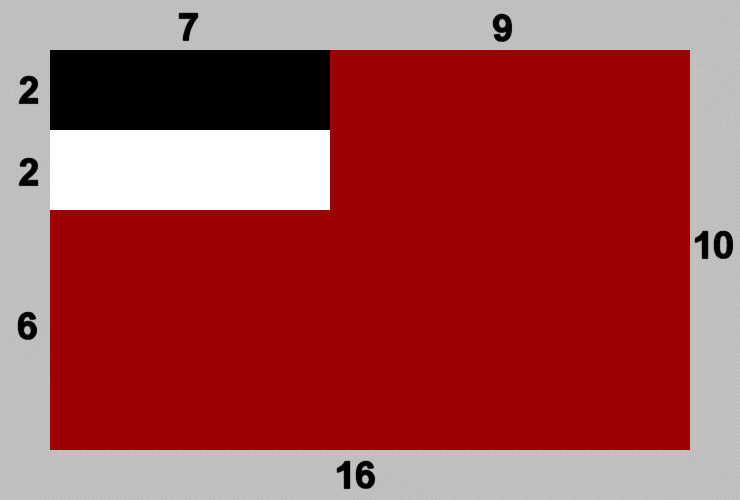
Konstruktionsvorlage

## Subnationale Flaggen

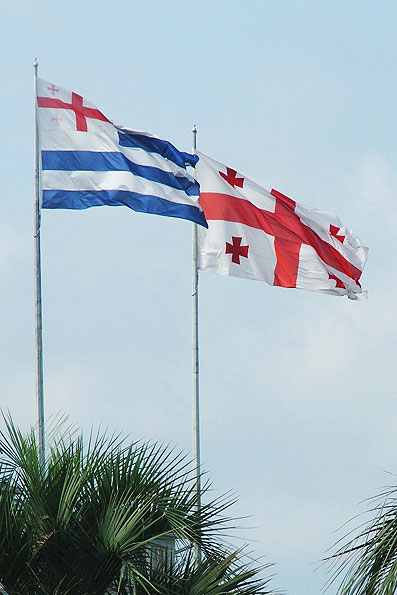
Die Flaggen von Adscharien und Georgien

Abchasien und Südossetien haben ihre Unabhängigkeit von Georgien erklärt, was bisher nur von wenigen Ländern anerkannt wird. Eine weitere autonome Republik innerhalb des Landes ist Adscharien.

### Abchasien
Am 23. Juli 1992 nahm Abchasien seine Flagge offiziell an. Vorbild des Symbols der Hand ist eine historische Flagge Sebastopols, der heutigen Hauptstadt Sochumi. Sie wird in einem Buch aus dem Jahr 1350 aufgeführt. Auch als ASSR besaß Abchasien bereits eine eigene Flagge. 

Flagge Sebastopols um 1350
1:2 Flagge Abchasiens

### Adscharien
Adscharien kehrte 2004 wieder in den georgischen Staatsverband zurück. Dies wird auch durch die Aufnahme der georgischen Flagge in das linke Obereck der adscharischen Flagge verdeutlicht.

Adscharische ASSR
Flagge Adschariens, 26. Juni 2000 bis 2004
Demokratiuli Agordsinebis Kavshiri (Union für Demokratische Wiedergeburt)
Flagge Adschariens

### Südossetien
Die Trikolore Südossetiens entspricht der Flagge seines russischen Nachbarn Nordossetien. Sie wurde mit der Verfassung vom 26. November 1990 angenommen und bestätigt durch die Verordnung vom 30. März 1992. Die als Banner Südossetiens bezeichnete Trikolore mit dem Wappen scheint die „Staatsflagge“ der sezessionistischen Regierung zu sein.

1:2 Flagge Südossetiens

### Kommunale Flaggen
Auch Gemeinden Georgiens verfügen über eigene Flaggen

Kutaissi

## Flaggen der Regierung und Militärische Flaggen

Standarte des Präsidenten
Standarte des Verteidigungsministers
Standarte des Chefs des Generalstabs
Flagge der Streitkräfte
2:3  Seekriegsflagge
Flagge des Heeres
Flagge der Luftwaffe
Flagge der Nationalgarde Georgiens